# Nosy Ve
Nosy Ve är en ö i Madagaskar. Den ligger i den sydvästra delen av landet, 700 km sydväst om huvudstaden Antananarivo.